# 1988년 하계 올림픽 앤티가 바부다 선수단
1988년 하계 올림픽 앤티가 바부다 선수단은 대한민국 서울에서 개최된 1988년 하계 올림픽에 참가한 올림픽 앤티가 바부다 선수단이다.

## 출전 선수
| 종목   | 남자 | 여자 | 전체 |
| ------ | ---- | ---- | ---- |
| 육상   | 7    | 3    | 10   |
| 복싱   | 2    | –    | 2    |
| 사이클 | 2    | 0    | 2    |
| 요트   | 1    | 0    | 1    |
| 전체   | 12   | 3    | 15   |

## 육상
| 선수 | 세부 종목 | 1차 예선 | 1차 예선 | 2차 예선 | 2차 예선 | 준결선 | 준결선 | 결선 | 결선 |
| 선수 | 세부 종목 | 기록     | 순위     | 기록     | 순위     | 기록   | 순위   | 기록 | 순위 |

## 같이 보기
- 올림픽 앤티가 바부다 선수단

## 참고 자료
- (영어) “Antigua and Barbuda at the 1988 Seoul Summer Games”. SR/Olympic Sports. 2012년 11월 3일에 원본 문서에서 보존된 문서. 2011년 10월 7일에 확인함.
- (영어) 공식 올림픽 보고서 보관됨 2012-02-04 - 웨이백 머신